# Cecilio Maestra
Cecilio Maestra (Baza, Granada, 28 de diciembre de 1980) es un exatleta español.
Después de conseguir ser Campeón de España en las categorías junior y promesa, se proclamó Campeón de España absoluto en 60 m en pista en 2002. Del 2000 al 2008 fue 11 veces internacional. Logró el record de España de 100m con una marca de 10,33 en Madrid el año 2001, y siendo segundo, una marca de 10,29 con viento superior a los 2 metros en Getafe en 2002, que en 2017 continuaba siendo la séptima mejor marca de todos los tiempos.